# 奥田佳菜子
奥田 佳菜子（おくだ かなこ、1991年2月5日 - ）は、日本の元女優、タレント、ジュニアアイドル。
東京都出身。セントラルプロダクションに所属していた。
姉は奥田綾乃、妹は奥田真佑子。

## 経歴・人物
1996年頃からセントラル子供劇団に所属。1996年、『愛がほしい』でドラマデビュー。多数のテレビドラマに出演。また、バラエティ番組の再現VTRなどにも出演した。
そのほか、写真集のモデルやトークショーの活動も行っていた。

## 出演

### テレビドラマ
- ドラマ30 愛がほしい（1996年、CBC・TBS）
- 世にも奇妙な物語'96秋の特別編 「公園デビュー」（1996年、フジテレビ）椎名かりん 役
- ドラマ30 のんちゃんのり弁（CBC・TBS）原乃里子 役
  - パート1：1997年2月3日 - 3月28日
  - パート2：1998年6月1日 - 7月31日
- 星の金貨 完結編スペシャル（1997年4月2日、日本テレビ）倉本瑠音 役
- きらきらひかる（1998年3月10日・17日、フジテレビ）辻元樹理亜（6歳） 役
- 世界で一番パパが好き 第6回（1998年、フジテレビ）中村里香 役
- 金曜エンタテイメント「噂の女人情詐欺師・早苗とたまき・涙の事件簿2」（1998年9月18日、フジテレビ）
- Over Time-オーバー・タイム（1999年2月22日 - 3月8日、フジテレビ）久我由香 役
- 土曜ワイド劇場 探偵事務所5「哀しき逃亡者」（1999年6月12日、テレビ朝日）松山亜樹 役
- 土曜ワイド劇場「おばはん刑事!流石姫子・横浜〜長崎、8才の少女が見た父親の殺人!?」（1999年10月23日、テレビ朝日）山下結 役
- 税務調査官・窓際太郎の事件簿7（2001年、TBS）
- ガッコの先生（2001年10月 - 12月、TBS）菊地あゆみ 役
- 女と愛とミステリー 文書鑑定人 白鳥あやめの事件ファイル 三万分の一の告発!（2002年、テレビ東京）佐々木奈美 役
- あした吹く風（2002年、BS-i）ユキ 役
- 新・夜逃げ屋本舗 第8話（2003年、日本テレビ）小柴史華 役
- ドラマW 心の砕ける音〜運命の女〜（2005年、WOWOW）
- タクシードライバーの推理日誌20（2005年、テレビ朝日）須磨葉子 役

### 映画
- 義務と演技（1997年2月）大倉亜矢子 役
- 借王−THE MOVIE- 沖縄大作戦（1999年）安斉美里 役
- 千年の恋 ひかる源氏物語（2001年）葵の上 役
- いつか読書する日（2005年）大場美奈子（学生時代） 役
- 8.1（2005年7月）仲村英美 役

### インターネットテレビ
- au ミニッツストーリー「待ちあわせ」[2]（2005年）

### CM
- フジッコ
  - ふじっ子煮 ごま昆布「朝食を作る娘・私のために働くんですよ」（2000年）
  - ふじっ子煮 ごま昆布「朝食を作る娘・しっかり働いてくださいね」（2000年）
  - おかず畑 野菜炊き合わせ「夕食を手伝う娘」（2000年）
  - おまめさん お多福豆「縁側・ホックリいい日ですね」（2000年）
  - 黒豆茶「体の調子がいい母」（2002年）
  - 黒豆納豆「体の調子がいい母」（2002年）
  - おまめさん 丹波の黒豆「体の調子がいい母」（2002年）
  - おまめさん きんとき「スーパー」（2003年）
  - カスピア「最近きれいなお母さん・1商品」（2004年）
  - カスピア「最近きれいなお母さん・3商品」（2005年）
  - フルーツセラピー「疲れてなんていられない女性たちに、捧ぐ。」（2005年）
  - フルーツセラピー「疲れてなんていられない女性たちに・マンゴーNEW」（2006年）
  - フルーツセラピー「疲れてなんていられない女性たちに・ピーチ期間限定」（2006年）
- KFCコーポレーション、ケンタッキーフライドチキン ハローキティ・おでかけトートバッグ「5人のお嬢様・ブラボー」（2000年）
- パラマウントベッド
- TOYOTA イプサム「子供相談室 篇」
- マスターカード「お金で買えない価値がある・キャンプ 篇」（2003年）
- 栄光ゼミナール「プールに飛び込む女の子」（2004年）
- 日本マクドナルド「マックグランプリ」
- MYCAL「サティザバーゲン」

## コンサート
- ”生きる”小児がん征圧「天使の泉」チャリティーコンサート[3][4]
  - 東京都 第2回「天使の泉」Charity concert（1997年11月17日、渋谷東邦生命ホール）
  - 群馬県 第2回「天使の泉」Charity concert（1999年8月28日、大理石村ロックハート城）
  - フランスの童謡コンサート（1999年12月6日、銀座ヤマハホール）
  - 群馬県 第2回「天使の泉」Charity concert（2000年8月27日、大理石村ロックハート城）
  - 東京都 第5回「天使の泉」Charity concert（2000年12月6日、銀座ヤマハホール）
  - 「天使の泉」Charity concert in 多摩（2002年11月4日、ルネこだいら）

## 作品

### シングル
- 夢見るオモチャ箱〜恋するdancing Doll（2005年）UPCH-5327

Doll's Vox名義

## 映像作品
- しあわせになってくださいね（2003年、竹書房）VHS、DVD
- go lucky（2004年6月2日、ポニーキャニオン）PCBP-11132

## 書籍

### 写真集
- フォト・ストーリー・ブック しあわせになってくださいね（2003年1月21日、竹書房）ISBN 9784812410714
- be happy（2004年5月18日、扶桑社）ISBN 459404560X[5]

### 雑誌
- Prolog プロローグ Vol.23 2003年冬号